# (35446) Stáňa
(35446) Stáňa – planetoida z pasa głównego asteroid okrążająca Słońce w ciągu 3 lat i 223 dni w średniej odległości 2,35 j.a. Została odkryta 6 lutego 1998 roku w Obserwatorium Kleť przez Janę Tichą i Miloša Tichego. Nazwa planetoidy pochodzi od Stáňy (Stanislavy) Setvákovej (ur. 1967), członka zespołu planetarium w Pradze. Przed jej nadaniem planetoida nosiła oznaczenie tymczasowe (35446) 1998 CK1.